# 金成萬
金成萬（キム・ソンマン、1948年 - ）は韓国の軍人。前韓国海軍作戦司令官。予備役海軍中将。

## 経歴
海士官学校25期卒。第3艦隊司令官。合同参謀本部戦略企画部長。2004年7月14日に北朝鮮艦艇がNLLを侵犯した際に海軍作戦司令官であった金成萬は盧武鉉大統領への報告を怠ったとして処分された。2004年10月19日海軍士官学校長。

## 活動
2007年7月には日本の防衛白書への竹島領有問題の記載に対しての抗議や対馬侵略計画を作成するべきであるとの論文を発表している（無論のこと大韓民国憲法第5条に違反する上に、国際的信用失墜につながる恐れもある）。また、第3次西海交戦はより規模が大きくなるであろうから北朝鮮との武力衝突に備えなければならない。アフガニスタンへの韓国軍を再派兵するべきだと述べている。竹島問題に関連して「領土は対話ではなく力(軍事力)で守らなければならない。」日本に軍事的に対抗するために「韓国は4万トン級の原子力空母と、3,000トン以上の原子力潜水艦を所持すべきと主張している（無論艦載機が1機も無い事と、財政的に余裕が無い（2008年度国家予算は約16兆円であり、原子力空母のライフサイクルコストである約2兆5000億円するだけあって、莫大な損失である）事から、導入そのものが不可能である）。